# Otnäs kapell

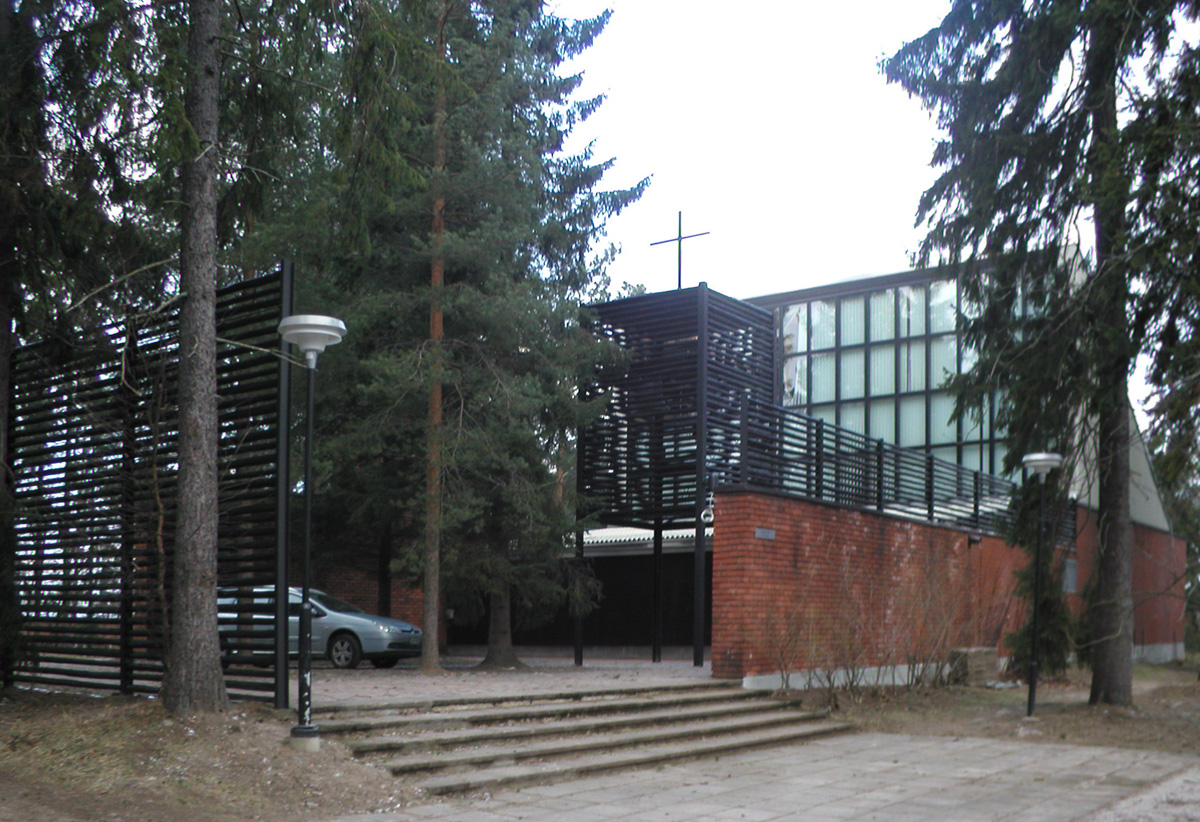
Entré med gårdsplan

Otnäs kapell (finska: Otaniemen kappeli) är en kyrkobyggnad i Teknologbyn i Otnäs i Esbo stad i Finland.
Otnäs kapell ritades av Heikki och Kaija Sirén efter en arkitekttävling och uppfördes 1956–1957. Kapellet är byggt i rött tegel och trä och är placerat på en liten kulle i en tall- och björkskog, Entrén nås från en muromgärdad gård, där det också finns ett klocktorn. 
Kapellet uppfördes av Tekniska högskolans studentkår och såldes till Esbo församling 1972. Kapellet brann ner i en anlagd brand 1976, men byggdes sedan upp igen till ursprungligt skick 1978.